# 3 från helvetet
3 från helvetet (originaltitel 3 from Hell) är en amerikansk skräckfilm från 2019, regisserad av Rob Zombie. Filmen är en uppföljare till House of 1000 Corpses och The Devil's Rejects. Från början var det meningen att Sid Haig skulle spelat en större roll i filmen, men hans dåliga hälsa förhindrade det. Haig dog strax efter premiären. För att ersätta Haigs karaktär Spaulding skrev Rob Zombie in en ny medlem till familjen Firefly, Foxy. 

## Handling
De sista överlevande i familjen Firefly rymmer till Mexico för en ny turné av våld och kaos. 

## Rollista
- Bill Moseley som Otis Firefly
- Sheri Moon Zombie som Baby Firefly
- Richard Brake som "Foxy" Coltrane
- Sid Haig som Kapten Spaulding
- Jeff Daniel Phillips som Fängelsechef Virgil Harper
- Pancho Moler som Sebastian
- Emilio Rivera som Aquarius
- Dee Wallace som Greta
- Clint Howard som Mr. Baggy Britches
- Richard Edson som Carlos Perro
- Danny Trejo som Rondo
- Noel Gugliemi som Bullet
- Barry Bostwick som Berättaren